# Julian Wieczorek
Julian Wieczorek pseud. Julek (ur. 13 lutego 1907 w Janowcu k. Kozienic, zm. 9 stycznia 1943 w Auschwitz) – działacz radykalnego ruchu ludowego i komunistycznego, współzałożyciel i przywódca organizacji Rewolucyjne Rady Robotniczo-Chłopskie „Młot i Sierp”.

## Życiorys
W 1925 wstąpił do PSL „Wyzwolenie” i podjął studia na Wolnej Wszechnicy Polskiej w Warszawie. W 1931 przeszedł do SL, którego był prezesem Zarządu Powiatowego w Płocku. Instruktor SL na powiaty płocki, sierpecki i płoński. Współpracował z działaczami KPP; zwolennik jednolitego frontu z komunistami. W latach 1935–1937 organizował strajki chłopskie w okolicach Płocka. W 1936 został wydawcą i redaktorem odpowiedzialnym „Jedności” – wspólnego pisma radykalnych ludowców i komunistów. W 1940 współorganizował komunistyczną organizację konspiracyjną „Młot i Sierp”, której został przewodniczącym. 8 lipca 1941 został aresztowany przez Niemców wraz z innymi przywódcami organizacji i osadzony w obozie Auschwitz, gdzie działał w konspiracyjnym ruchu oporu. Zmarł w obozie. Uchwałą Prezydium KRN z 6 września 1946 pośmiertnie odznaczony Orderem Krzyża Grunwaldu II klasy. W 1960 jego imię nadano szkole podstawowej w  Szczytnie koło Płońska. W związku z ustawą dekomunizacyjną od 1 września 2018 roku przestał być jej patronem.